# سليفورد وهايكهام الشمالية (دائرة انتخابية في المملكة المتحدة)
سليفورد وهايكهام الشمالية (بالإنجليزية: Sleaford and North Hykeham)‏ هي إحدى الدوائر الانتخابية في المملكة المتحدة الممثلة في مجلس العموم في برلمان المملكة المتحدة.
عضو البرلمان الذي يمثلها حالياً هو :Rt Hon Douglas Hogg QC (Con).